# Suobbatselravinens naturreservat
Suobbatselravinens naturreservat är ett naturreservat i Jokkmokks kommun i Norrbottens län.
Området är naturskyddat sedan 2024 och är 18 hektar stort. Reservatet ligger vid östra stranden av Stora Luleälven och består av granskog, tallskog och lövdominerade partier med björk, asp, sälg och rönn.